# Shackerstone
Shackerstone è un paese di 811 abitanti della contea del Leicestershire, in Inghilterra.